# Grapple Fixture
Un Grapple Fixture és una connexió espacial utilitzada en càpsules, satèl·lits i altres objectes manejats pel Transbordador Espacial i l'Estació Espacial Internacional (ISS). Això permetia als braços robòtics com el Canadarm a bord dels transbordaors i ara el Canadarm2 a bord de l'ISS per unir amb seguretat objectes de grans dimensions. Hi ha dues variants de la connexió, una subministrament amb corrent i l'altra passiva. Els Grapple fixtures tenen una forma plana, amb un pin central coronat amb una esfera a la qual es connecta el Canadarm2. També conté tres "rampes" corbes que ajuden a bloquejar l'efector d'extrem al braç robòtic a la connexió.

## Power Data Grapple Fixture

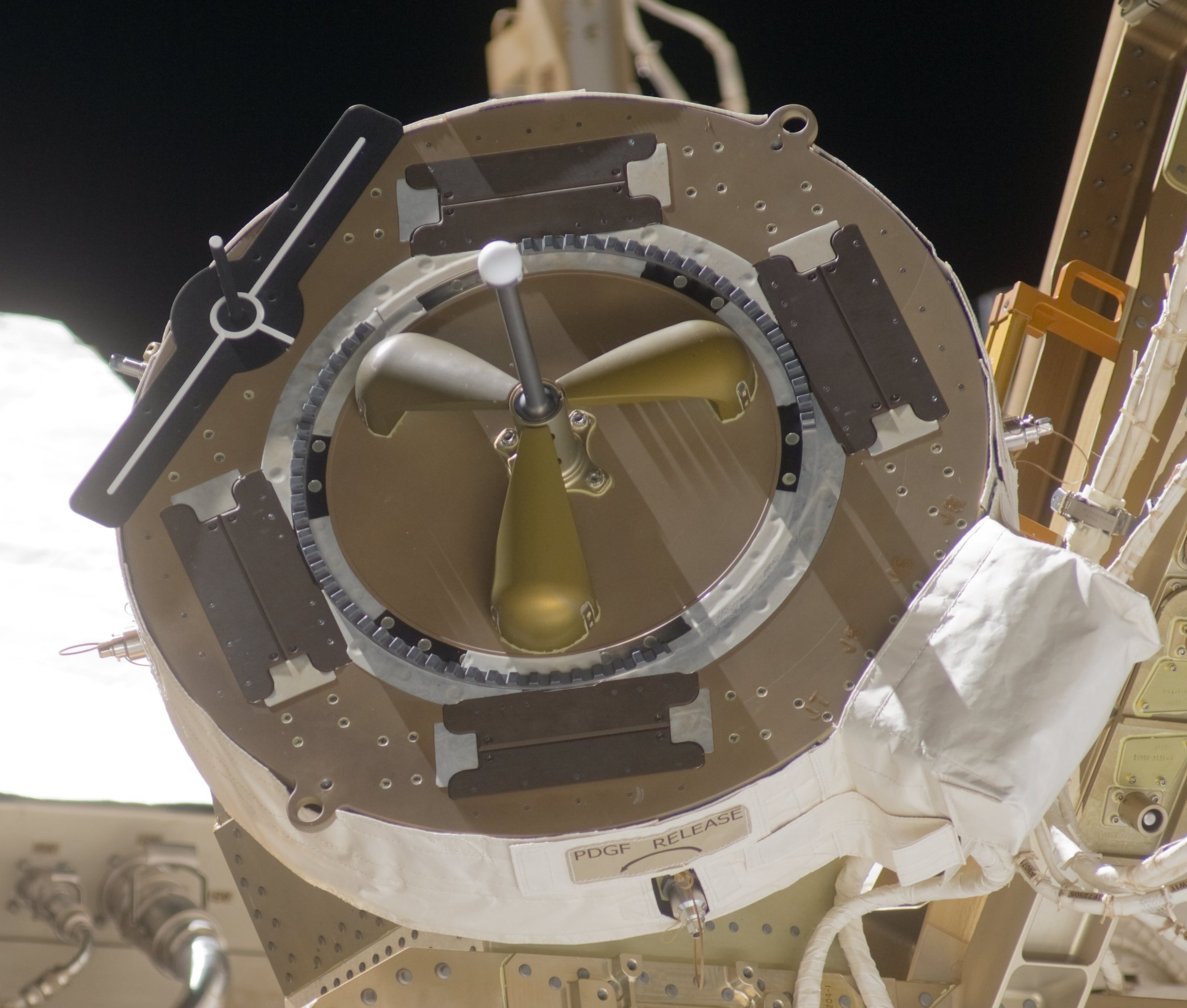
El Power and Data Grapple Fixture

Un Power Data Grapple Fixture (PDGF en bé en català Estructura de Fixació, Transferència de Dades i Energia) és una connexió de fixació utilitzada a l'Estació Espacial Internacional (ISS). El PDGFs pot ser fixat pel braç robòtic Canadarm2, per permetre al Canadarm2 manipular un objecte fixat, o controlat per operadors ubicats a l'interior de l'ISS.
El Canadarm2 és auto-reubicable i es pot moure d'extrem a extrem per arribar a moltes parts de l'Estació Espacial en un moviment similar al d'un cuc. En aquest moviment, només està limitat pel nombre de Power Data Grapple Fixtures (PDGFs) de l'estació. Els PDGFs situats al voltant de l'estació proporcionen energia, dades i video al braç.
A més, compten amb quatre connectors elèctrics en forma rectangular, que, o bé transfereixen potència i dades al Canadarm2 des de l'ISS, o és fixat a una càrrega útil des del Canadarm2.

## Flight-Releasable Grapple Fixture

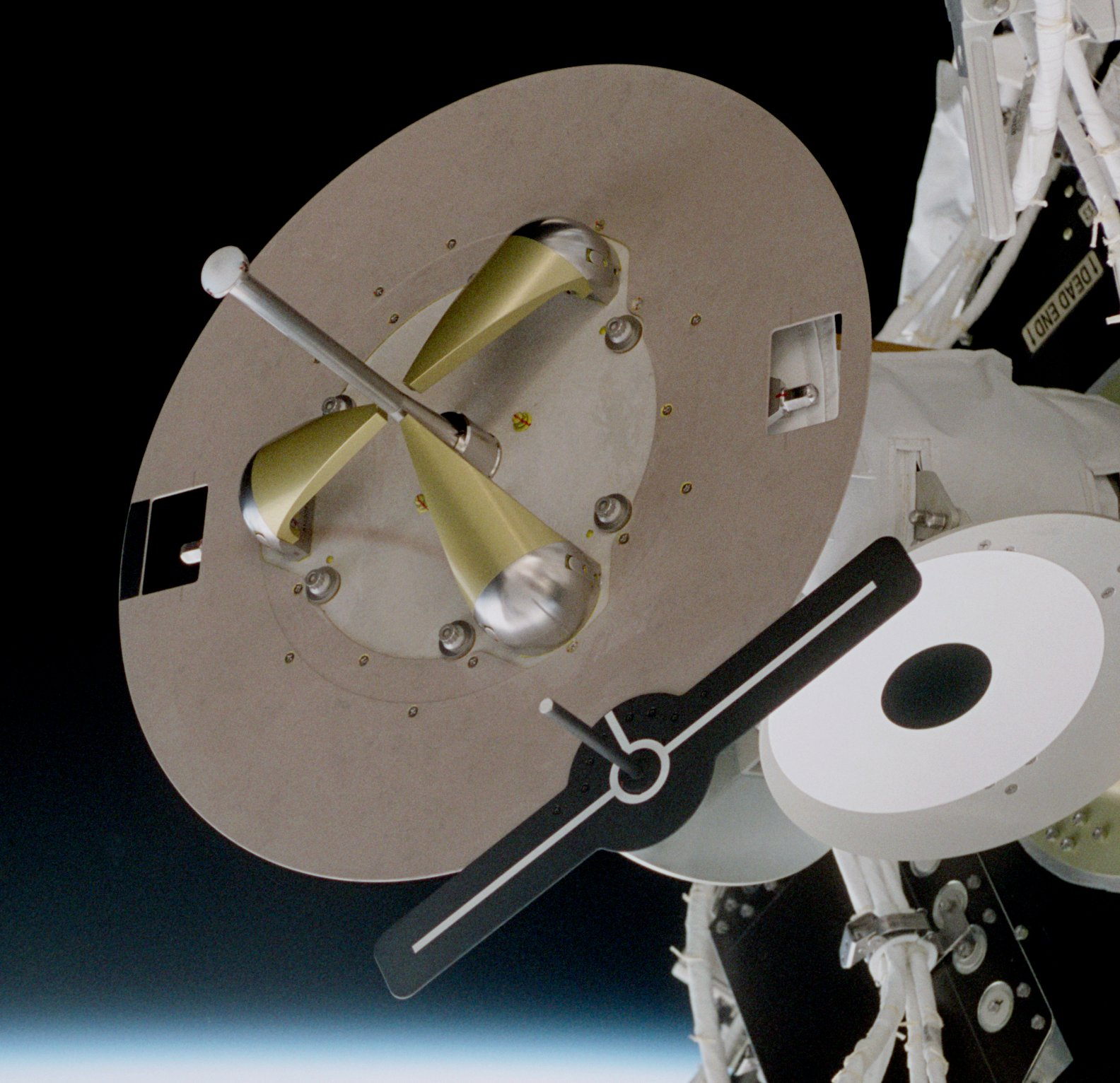
FRGF aboard Grapple fixture on International Space Station (ISS)

Un 'Flight-Releasable Grapple Fixture (FRGF) és una connexió passiva idèntica al PDGF però no té ports d'alimentació elèctrics i de dades. El Dragon de SpaceX inclou un FRGF estàndard que és utilitzat per l'ISS per conduir la càpsula en l'aproximació a l'estació per a l'acoblament.